# Niels Schibbye
Niels Schibbye (ur. 14 lipca 1910, zm. 10 listopada 1989 w Lugano) – duński żeglarz, olimpijczyk.
Na regatach rozegranych podczas Letnich Igrzysk Olimpijskich 1936 wystąpił w klasie 8 metrów zajmując 8. pozycję. Załogę jachtu Anitra tworzyli również Niels Hansen, Hans Tholstrup, Otto Danielsen, Carl Berntsen i Vagn Kastrup.